# Marija Stepowa-Karpiak
Marija Stepowa-Karpiak, ukr. Марія Степова-Карпяк (ur. 9 listopada 1903, zm. 5 lipca 1984 w USA) – ukraińska aktorka teatralna, emigrantka
W 1923 roku zadebiutowała na scenie teatralnej. Do 1925 roku występowała na Polesiu, a następnie pozostałych częściach Polski w ramach trupy teatralnej Smilanskiego. Następnie zamieszkała we Lwowie, gdzie weszła w skład trupy teatralnej „Zahrawa”, na bazie której w 1933 roku został utworzony ukraiński teatr młodzieżowy „Zahrawa”. W drugiej połowie lat 30. występowała w Teatrze im. Iwana Kotlarewskiego. Po zajęciu Lwowa przez Armię Czerwoną jesienią 1939 roku została aktorką teatru im. Łesi Ukrainki. Podczas okupacji niemieckiej występowała we Lwowskim Teatrze Operowym. W 1944 roku ewakuowała się do Niemiec. Po zakończeniu wojny wyemigrowała do USA, gdzie kontynuowała karierę aktorską. Ostatni raz na scenie wystąpiła w 1983 roku. Ogółem zagrała ponad 100 ról w różnych rodzajach sztuk teatralnych (od dramatów po komedię).